# セルペルカチニブ
セルペルカチニブ（Selpercatinib）は、RET 遺伝子に変化（変異または融合）がある腫瘍を有する非小細胞肺癌、甲状腺髄様癌、その他の甲状腺癌を治療するための薬である。経口投与する。
最も一般的な副作用は、臨床検査値の変化（肝酵素の増加、血糖値の増加、白血球数および血小板数の減少、タンパク質値の減少、カルシウムの減少、総コレステロールの増加、クレアチニンの増加、ナトリウムの減少など）、口渇、下痢、高血圧、疲労、浮腫、発疹、便秘などである。
セルペルカチニブはキナーゼ阻害剤である。治療を開始する前に、臨床検査でRET 遺伝子の変化を確認する必要がある。
セルペスカチニブは、RET 遺伝子変異を有する癌患者専用の治療薬として初めて承認された。

## 効能・効果

### 日本
- RET 融合遺伝子陽性の切除不能な進行・再発の非小細胞肺癌[5]
- RET 融合遺伝子陽性の根治切除不能な甲状腺癌[5]
- RET 遺伝子変異陽性の根治切除不能な甲状腺髄様癌[5]

### 米国
セルペルカチニブは下記疾患の治療に用いられるキナーゼ阻害剤である。
- 非小細胞肺癌（NSCLC）が全身に転移している成人[3][1][4]
- 進行性または転移性の甲状腺髄様癌（MTC）の12歳以上の成人および小児[3][1][4]
- 12歳以上の進行性または転移性の甲状腺癌の成人または小児で、放射性ヨウ素を投与されたが効果がなかった、または効果がなくなった患者[3][1][4]

## 副作用
重大な副作用として、肝機能障害（30.8%）、QT間隔延長（14.5%）、過敏症（5.3%）、高血圧（31.8%）、間質性肺疾患（0.8％）が知られている。
セルペルカチニブは、肝毒性、高血圧、心臓の電気的活動の延長（QT延長）による心調律の変化、出血、アレルギー反応、創傷治癒の障害、胎児への害など、重篤な副作用を引き起こす可能性がある。
セルペルカチニブは、発育中の胎児や新生児に害を及ぼす可能性がある。妊婦又は妊娠している可能性のある女性には治療上の有益性が危険性を上回ると判断される場合にのみ投与すること。

## 作用機序
セルペルカチニブは、RET、血管内皮増殖因子受容体（VEGFR）、線維芽細胞増殖因子受容体（FGFR）などのキナーゼ活性を阻害する。セルペルカチニブは、RET融合タンパクなどのリン酸化を阻害し、下流のシグナル伝達分子のリン酸化を阻害することにより、腫瘍増殖抑制作用を示すと考えられている。—レットヴィモカプセル40mg／80mg 添付文書

## 臨床試験
セルペルカチニブは、15 - 92歳の3種類のいずれかの腫瘍を有する702名の参加者を対象としたLIBRETTO-001臨床試験（NCT03157128）の結果に基づいて承認された。本試験では、1日2回、160mgのセルペルカチニブを経口投与し、病勢進行または許容できない毒性が認められるまで継続された。主な有効性評価指標は、腫瘍が一定量縮小した被験者の割合を示す全奏効率（ORR）と奏効期間（DOR）であった。本試験は、米国、カナダ、オーストラリア、香港、日本、韓国、シンガポール、台湾、スイス、ドイツ、デンマーク、スペイン、フランス、英国、イタリア、イスラエルの84施設で実施された。
非小細胞肺癌（NSCLC）に対する有効性は、プラチナ製剤による前治療歴のあるRET（Rearranged during transfection）融合遺伝子陽性のNSCLC成人患者105名を対象に評価された。前治療歴のある105人のうち64％の患者が、腫瘍の完全または部分的な縮小を経験し、そのうち81％の患者が6か月以上持続した。治療歴のない39名の参加者のうち、84％の患者が腫瘍の完全または部分的な縮小を経験し、そのうち58％の患者が6か月以上持続した。
甲状腺髄様癌（MTC）に対する有効性は、12歳以上のRET 変異型MTC患者を対象に評価された。本試験では、カボザンチニブ、バンデタニブ、またはその両方（化学療法の一種）による治療歴のある進行・転移性RET変異型MTC患者143名と、カボザンチニブ、バンデタニブによる治療歴のない進行・転移性RET 変異型MTC患者が登録された。前治療を受けた55人のMTC患者のうち69％が、腫瘍の完全または部分的な縮小を経験し、そのうち76％が6か月以上持続した。承認された薬剤による治療を受けたことがない88人のうち、73％が腫瘍の完全または部分的な縮小を経験し、そのうち61％が6か月以上持続した。
12歳以上の被験者を対象に、RET 融合陽性甲状腺癌に対する有効性が評価された。この研究では、放射性ヨウ素（RAI、適切な治療法である場合）不応性で、過去に別の全身治療を受けたことのあるRET融合陽性甲状腺癌患者19名と、RAI不応性で追加治療を受けていないRET融合陽性甲状腺癌患者8名が登録された。治療歴のある19人の甲状腺癌患者のうち79％が、腫瘍の完全または部分的な縮小を経験し、そのうち87％が6か月以上持続した。また、RAI治療以外の治療を受けていない8名の被験者のうち、75％の被験者が腫瘍の完全または部分的な縮小を経験し、その効果は6か月以上持続した。

## 承認
セルペルカチニブは、2020年5月に米国で医療用医薬品として承認された。
米国食品医薬品局（FDA）は、セルペルカチニブの優先審査、希少疾病用医薬品、画期的医薬品指定の申請を認め、イーライリリーの子会社に承認を与えた。
2020年12月10日、欧州医薬品庁（EMA）の欧州医薬品委員会（CHMP）は、RET 遺伝子変異を示す癌の治療を目的としたセルペルカチニブの条件付き販売承認の付与を推奨する肯定的意見を採択した。RET 融合遺伝子陽性の非小細胞肺癌（NSCLC）、RET 融合遺伝子陽性の甲状腺癌、RET 変異型の甲状腺髄膜癌（MTC）の治療を目的としている。セルペルカチニブは、2021年2月に欧州連合（EU）で医療用医薬品として承認された。
2021年9月27日、厚生労働省はRET 融合遺伝子陽性の切除不能な進行・再発の非小細胞肺癌を対象として、セルペルカチニブの使用を承認した。さらに2022年2月25日、RET融合遺伝子陽性の根治切除不能な甲状腺癌とRET遺伝子変異陽性の根治切除不能な甲状腺髄様癌に対しても使用を承認した。

## 関連文献
- “RET fusions in solid tumors”. Cancer Treat. Rev. 81:  101911. (December 2019). doi:10.1016/j.ctrv.2019.101911. PMID 31715421.
- “New Targets in Lung Cancer (Excluding EGFR, ALK, ROS1)”. Curr Oncol Rep 22 (5):  48. (April 2020). doi:10.1007/s11912-020-00909-8. PMID 32296961.

## 外部サイト
- 医療用医薬品：レットヴィモ - KEGG MEDICUS 医薬品情報
- 臨床試験番号 NCT03157128 研究名 "Phase 1/2 Study of LOXO-292 in Patients With Advanced Solid Tumors, RET Fusion-Positive Solid Tumors, and Medullary Thyroid Cancer (LIBRETTO-001)" - ClinicalTrials.gov
- “Understanding Metastatic RET Fusion-Positive Non-Small Cell Lung Cancer (NSCLC)”. 2021年11月21日閲覧。
- “Understanding Metastatic RET-Driven Thyroid Cancers”. 2021年11月21日閲覧。